# Elektrotoom
Een elektrotoom is een chirurgisch instrument om de zogenaamde elektro-chirurgie mee uit te voeren.

## Geschiedenis
Begin twintigste eeuw werd de elektrotoom voor het eerst in de medische wereld gebruikt. William Bovie en Harvey Cushing ontwikkelden een prototype voor de tandheelkunde in 1928, waarmee gesneden en gecoaguleerd kon worden.

## Gebruik
Door op twee elektrodes een hoge spanning aan te sluiten kan de elektrotoom als een chirurgisch mes gebruikt worden. Een voordeel ten opzichte van een scalpel is dat bloedvaten direct dicht worden geschroeid, waardoor het bloedverlies verminderd wordt. Een ingreep met een elektrotoom gaat gepaard met een plaatselijke verdoving. Wel kan er door onnauwkeurigheid soms meer weefsel verdwijnen dan noodzakelijk is.